# 曹征海
曹征海（1960年3月—2017年5月20日），男，汉族，山西大同人，中華人民共和國政治人物。中国人民大学工业经济系基本建设经济专业毕业，中央民族大学中国少数民族经济专业博士研究生学历。

## 生平
1978年9月，在中国人民大学工业经济系基本建设经济专业学习。1982年9月参加工作，分配到内蒙古建筑学校企业管理教研室任教。1983年9月，任内蒙古自治区基本建设委员会综合计划处干事。1984年9月，历任中共内蒙古自治区党委政研室战略处干事、副研究员。1988年3月加入中国共产党。1989年9月，任内蒙古自治区党委政研室战略处副处长。1992年7月，任内蒙古自治区党委政研室战略处处长（其间：1993年4月至1994年4月，挂职任中共内蒙古自治区临河市委副书记）。1998年2月，任包头市副市长。2001年9月，任中共包头市委常委、副市长。2003年3月，任中共包头市委副书记。2005年1月，任中共呼伦贝尔市委副书记、代市长，2005年3月当选市长。2002年9月至2005年7月，参加中央民族大学经济学院中国少数民族经济专业学习，获法学博士学位。2006年10月，任中共呼伦贝尔市委书记。2010年12月，任中共内蒙古自治区党委常委。
2012年5月，任中共安徽省委常委、宣传部部长。2016年11月，不再担任中共安徽省委常委、宣传部部长。2017年1月，任安徽省政协党组副书记、副主席。
2017年5月20日，任内在北京病逝。